# Rhamnus japonica
Rhamnus japonica là một loài thực vật có hoa trong họ Táo. Loài này được Maxim. miêu tả khoa học đầu tiên năm 1866.